# 奴主權勢
奴主權勢（英語：Slave Power），又称奴主體制，是指美國內戰前時期奴隸主們在美國聯邦政府中所握有的權勢。據反奴隸制者控訴，一小撮富足的奴隸主篡奪了所在州份的政治力量，還打算以不公的手段接管聯邦政府，以拓展和保護奴隸制度。此說其後被1854-55年所成立的共和黨用來反對擴張奴隸制度。
此詞因弗雷德里克·道格拉斯、約翰·戈罕·泡弗瑞、約西亞·昆西三世、霍勒斯·布許內爾、詹姆斯·雪波德·派克、和霍勒斯·格里利等反奴隸制的作家而流傳甚廣。約翰·昆西·亞當斯、亨利·威爾遜、和威廉·P·費森登等政治家也著重於這一主題。

## 背景

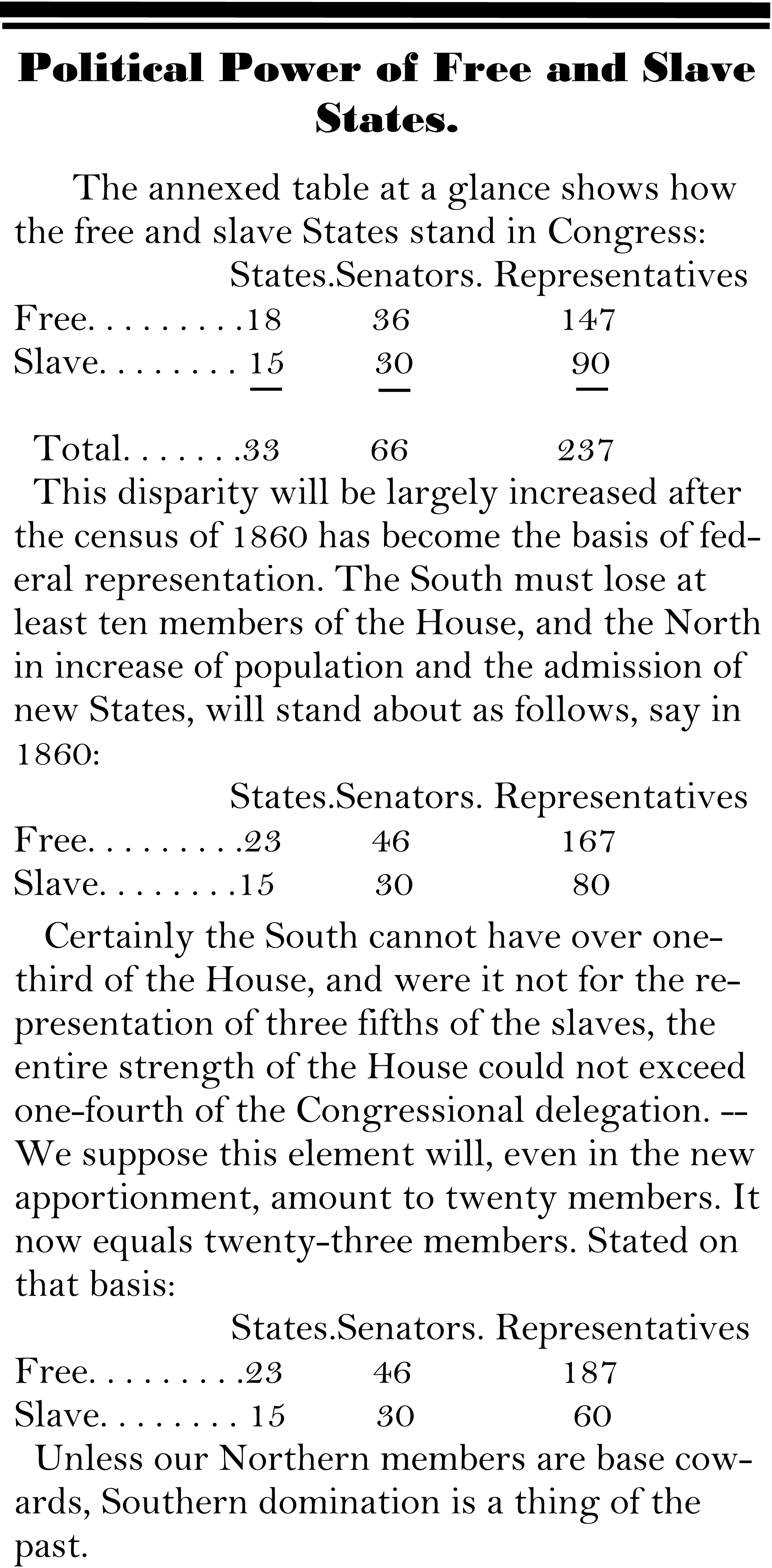
一張描述自由州與蓄奴州政治力量如何不均的1859年俄亥俄報紙剪報之重製品。

「奴主權勢」一詞所揭示出的主要爭議，在於奴主階級的政治力量不受信任。許多的非廢奴主義者，對此同樣抱持著不信任的態度。這些人所更加擔心的，在於政治平衡有可能受到的威脅，或無法與無薪奴隸的勞動力競爭，多於掛慮奴隸的處境。所以在其他許多問題上意見不一致的人（例如說，以為黑人於次於白人者，和認為黑白平等的雙方；譴責奴隸制的罪惡，和應允於深南部保留奴隸制的兩造）也就相互結盟共同反對奴主體制。「自由之土」一脈強調，富有的奴隸主在進入新的美國領地後，會一擲千金收購所有良田交由奴隸耕種，只餘殘渣給自由農民。到了1854年，自由土地黨算是已被併進了新成立的共和黨。
對於奴隸制所帶來的問題，就北方的許多政客來說，奴隸們的處境（廢奴主義者所強調的主題）沒什麼大不了的，重點在於對美國共和主義的政治性威脅，尤以北方自由州為甚。自由土地黨於1848年首次對此提出警告，認為將德克薩斯當成蓄奴州兼併是個可怕的錯誤。在自由土地黨於1854年被併入共和黨後，此番論點也被該黨一併接收。
共和黨人論斷，奴隸制在經濟上效率低下，比不上自由勞力，還長期性阻礙了美國的現代化。還更糟的是，就共和黨人說法，盤根錯節的奴主權勢正系統性地要奪下白宮、國會、和最高法院的控制權。俄亥俄州參議員兼州長薩蒙·波特蘭·蔡斯就公開反對奴主權勢，麻薩諸塞州參議員查爾斯·索姆奈亦然。

## 南方的力量
南方的力量是多種因素交互作用的結果。而「五分之三妥協」（將100名奴隸計為60人，以爭取眾議院席位，從而獲得選舉人票）使得南方在中央層級取得不成比例的代表權。
所以參議院的均衡至關重要。新建蓄奴州與新建自由州要成對地同時加入聯邦。跨黨派的地區性團結對於取得關鍵選票不可或缺。在民主黨，總統候選人必須以三分之二的票數贏得全國代表大會方可獲提名。對於一些北方的「麵團臉」來說，也勢必要與南方合作。例如，1787年事關五分之三條款的多項辯論、1820年的密蘇里妥協案、眾議院的禁言規則（1836-1844 年），以及威爾莫特但書中的多項主題，和1846-1848年的美墨戰爭取勝後向西南方拓土所引起的奴隸制擴張問題等。然而，北方的人口和眾議院席次的成長速度就是遠遠高於南方。隨著共和黨人逐年取得政治勝利，脫離聯邦的選項對南方來說也就越具吸引力。脫幅而去即自毀，這是若干政治領袖的認知，同於約翰·昆西·亞當斯早年的預言。脫離聯邦，讓南卡羅來納州的詹姆斯·亨利·哈蒙德認為令他想起「那些一受辱就切腹的日本人」。然而，當1860年南方真的脫開時，哈蒙德也就隨之而去。史學家Leonard Richards總結道：「正就是像哈蒙德這樣的人最終摧毀了奴主權勢。多虧他們帶領南方脫離聯邦，七十二年的奴主體制方得以終結。」

## 對共和主義的威脅
就許多北方人看來，在深具意義的1850年妥協案之後，北方的一系列作法（如《堪薩斯-內布拉斯加法案》和《史考特訴山福特案》等），自棄先前說好的好處卻未得回報。與此同時，伴隨著南方不斷升級且越發極端的種種要求，許多本來不特別關心黑人的北方人得出結論：若保護奴隸制的代價是敗壞或嚴重損毀白人的民主，那就不要也罷。這種觀點引發了1854年至1855年的反內布拉斯加運動，共和黨隨之成立。

## 反對者
史學家Frederick J. Blue (2006)探討了推波助瀾反奴隸政策的非核心人士之動機和行為——這些人從事著單調乏味的工作，如組織地方性政黨、開會、編報紙、以及激發並鼓動討論奴隸制相問題等，聲量雖小卻不可或缺。這些人自1830年代末開始即經由政治行動反對奴隸制度。即使成功機會不大而反對力量極強，活動者們仍堅持以政治手段來實現解放黑奴和種族平等。具代表性的活動人士包括：來自紐約的自由黨組織者Alvan Stewart；麻薩諸塞州詩人兼記者和自由派人士約翰·格林里夫·惠蒂埃；俄亥俄州非裔美國教育家Charles Henry Langston；伊利諾伊州的國會議員Owen Lovejoy，其兄Elijah Lovejoy遭支持奴隸制的暴徒殺害；威斯康辛州記者兼自由黨召集人Sherman Booth；在賓夕法尼亞和明尼蘇達兩州活動的記者Jane Grey Swisshelm；印第安那州國會議員George W. Julian；賓夕法尼亞州國會議員大衛·威爾莫特，就是他以威爾莫特但書試圖阻止奴隸制往西南部擴張；俄亥俄州的參議員Benjamin Wade和眾議員Edward Wade；以及出身密蘇里和加利福尼亞的Jessie Benton Frémont，共和黨1856年總統候選人約翰·弗里蒙特之妻。

## 自由之土民主黨人的影響
Earle(2003)研究了1848年加入馬丁·范布倫自由土地黨的民主黨人。他們的種族觀點繁複，但能夠基於傑克森民主所長期堅持的平等主義和敵視中央集權來提出反對奴隸制及其擴張的新而有力之論點。在將其反奴隸制的立場與土地改革議程相互聯結，施壓以1862年的公地放領為無立錐之地的定居者們提供免費土地後，自由之土民主黨人從而迫使紐約、新罕布夏、麻薩諸塞和俄亥俄進行重大政治調整。威爾莫特、Marcus Morton、John Parker Hale等民主黨政治家，甚至前總統范布倫都成了反奴隸制領袖。1854年後，許多人加入了新成立的共和黨，帶進了傑克遜主義中關於財產和政治平等的思想，幫著將反奴隸制從苦苦掙扎的聖戰轉換成群眾政治運動，終於1860年取得政權。

## 自相分爭之家
1858年6月，亞伯拉罕·林肯於其著名的“自相分爭之家”演說中指控，參議員史蒂芬·A·道格拉斯、總統詹姆斯·布坎南、前總統富蘭克林·皮爾斯以及首席大法官羅傑·B·托尼均涉及奴隸制國有化陰謀，堅稱最高法院1857年的史考特訴山福特案判決即是確證。
其他共和黨人則指出，血濺堪薩斯、暴打參議員薩姆納、攻擊廢奴主義媒體、的以及接管古巴的努力（《奧斯坦德宣言》）證明奴主權勢暴力、侵略性、更具擴張性。
而唯一的解方，共和黨人堅持是，重新承諾自主勞動，並著意阻止奴隸制進一步擴張。北方民主黨人的回應則是，不過是把話說過頭而已，是共和黨人自己嚇自己。南方民主黨人則已提到要脫離聯邦，認為1859年的約翰·布朗突襲事件足證共和黨人已打算要攻擊他們的土地，並毀掉其生活方式。
1860年，薩蒙·P·蔡斯在祝賀林肯當選總統時感嘆道：「我十九年來戮力以赴的目標終以推翻奴主權勢達成。」他還補充說，當下要「建立自由之政策」已然清晰——但在歷經四年的毀滅性內戰之後方才實現。

### 家庭文化
Jessie Benton Frémont，共和黨第一位總統候選人之妻，為1856年的大選創作了競選詩歌。格蘭特表示，其詩歌將當時的家庭文化聯繫上了新政黨初興的意識形態。詩中暗示，那些與奴隸制妥協的北方人四處散播自身的了無生氣，是那些為共和黨投票的漢子們生機勃勃地重塑——經由自我救贖——未來的自由西部。格蘭特認為，家庭文化的字眼有助於這些詩歌將大眾政治行為定義成建立於自主勞務所生力量之上。

## 中央集權
史家亨利·布魯克斯·亞當斯（「奴主權勢」理論家約翰·昆西·亞當斯之孫）解釋，奴主權勢即中央集權之力：
奴主權勢與州權之間並無必然關聯。奴主權勢，在掌權時，是集權化的影響，所有對州權最嚴重的侵犯都是由此而來。取得路易斯安那並建州、禁運、1812年戰爭、德克薩斯併吞是「經聯合決議」（而非條約）、美墨戰爭經詹姆斯·諾克斯·波爾克一宣戰就開打、《逃奴法》、史考特訴山福特案的判決——全是奴主權勢的勝利——的作用遠逾同樣起自南方關稅或內部改進等措施，毀掉自了1789年來即存在的州權記憶。每當出現擴展或保護奴隸制的爭議時，奴隸主即與中央集權為友，並以瘋狂揮舞這危險的武器。奴隸制實際上需以中央集權來自處和自保，但它需要掌控中央集權機器，需要專制的政府原則，又需要它們專屬於己。因此，事實上，州權是對自由州的保護。在奴主權勢統治期間，麻薩諸塞州籲請該保護原則的次數與聲量實不下於南卡羅來納州。

## 史學
南方當時對奴主權勢之說懶得理會，1920年代至1930年代的多名歷史學家也拒斥此說，他們強調1850年之前南方的內部分裂。歷史學家艾倫·內文斯認為，「幾乎所有群體…都逐漸用感性取代理性…恐懼滋生仇恨，仇恨又滋生恐懼。」自1970年以後，奴主權勢存在之說部份為新廢奴主義史學家所用。它毫無疑問是北方反奴隸制信仰體系中一個有力因素，曾是共和黨所有派系的標準論點。
奴主權勢在9世紀大部分時間裡大幅主宰了美國的海外形象。正如Richard Henry Dana Jr.在1871年所回憶：
幾乎沒有一位駐在東西南北半球，或任一海島上，的美國領事或政治代表不是奴隸制的支持者……每個大使館和領事館，遍佈世界各地的，都是奴隸制與反自由的影響力中心。當我們指責外國沒有在內戰爆發當下立即當美國是個反奴役的大國，傾向於摧毀奴隸制時，應該考量到這點。二十年來，外商、船長、或旅人只將美國官員看成奴主權勢下訓練有素的忠誠支持者，而能在這些官員職位上所找到的國內輿論唯一證據……也全屬同一性質。

## 進階閱讀
- Ashworth, John. "Free Labor, Wage Labor, and Slave Power: Republicanism and the Republican Party in the 1850s," in The Market Revolution in America: Social, Political and Religious Expressions, 1800–1880, edited by S. M. Stokes and S. Conway (1996), 128–146.
- Blight, David W. Frederick Douglass' Civil War: Keeping Faith in Jubilee. Baton Rouge, LA: Louisiana State University Press (1989), esp. pp. 39–47.
- Blue, Frederick J. No Taint Of Compromise: Crusaders in Antislavery Politics (2004).
- Boucher, Chauncey S. "In Re That Aggressive Slavocracy," Mississippi Valley Historical Review, 8#1 (June–September, 1921), pp. 13–79 in JSTOR; says slave owners were not united.
- Brooks, Corey M. Liberty Power: Antislavery Third Parties and the Transformation of American Politics (University of Chicago Press, 2016). 302 pp.
- Craven, Avery. "Coming of the War Between the States: An Interpretation," Journal of Southern History, Vol. 2, No. 3 (1936), pp. 303–322; pro-South; rejects notion of Slave Power in JSTOR
- Davis, David Brion. The Slave Power Conspiracy and the Paranoid Style (1969).
- Earle, Jonathan.  Jacksonian Antislavery and the Politics of Free Soil, 1824–1854 (2004).
- Foner, Eric. Free Soil, Free Labor, Free Men: The Ideology of the Republican Party Before the Civil War (1970), esp. pp. 73–102 online 的存檔，存档日期2012-07-28.
- Gara, Larry. "Slavery and the Slave Power: A Crucial Distinction" Civil War History vol. 15 (1969), pp. 5–18.
- Gerteis, Louis S. "The Slave Power and its Enemies," Reviews in American History, Sept. 1988, 16#3 pp. 390–95.
- Gienapp, William E. "The Republican Party and the Slave Power," in Robert H. Abzug and Stephen E. Maizlish, eds., New Perspectives on Race and Slavery in America (1986), pp. 51–78.
- Landis, Michael Todd. "'A Champion Had Come': William Pitt Fessenden and the Republican Party, 1854–60," American Nineteenth Century History, Sept. 2008, 9#3 pp. 269–285.
- McInerney, Daniel J. "'A State of Commerce': Market Power and Slave Power in Abolitionist Political Economy," Civil War History 1991 37(2): 101–19.
- Nye, Russel B. "'The Slave Power Conspiracy': 1830–1860," Science & Society Summer 1946 10(3): 262-274 in JSTOR
- Richards, Leonard L. Slave Power: The Free North and Southern Domination, 1780–1860 (2000).
- Tewell, Jeremy J. A Self-Evident Lie: Southern Slavery and the Threat to American Freedom (Kent State University Press; 2012) 160 pages.

### 主要來源
- John Elliott Cairnes, The Slave Power: Its Character, Career, and Probable Designs (1862; reprinted 2003) online text of the second edition
- Mason I. Lowance Jr., ed. House Divided: The Antebellum Slavery Debates in America, 1776–1865 (2003).
- C. Bradley Thompson, ed. Anti-Slavery Political Writings, 1833–1860: A Reader (2003).
- Henry Wilson, The History of the Rise and Fall of the Slave Power in America (in 3 volumes, 1872 & 1877).
- Myers, John L. "The Writing of History of the Rise and Fall of the Slave Power in America", Civil War History, June 1985, Vol. 31 Issue 2, pp. 144–62.
- Parker, Theodore. The Slave Power writings and speeches of Theodore Parker, 1841–52; online